# Callianassa petalura
Callianassa petalura är en kräftdjursart som beskrevs av William Stimpson 1860. Callianassa petalura ingår i släktet Callianassa och familjen Callianassidae. Inga underarter finns listade i Catalogue of Life.